# Sir Artur McGregor
Sir Arthur McGregor è un comune del Venezuela situato nello stato dell'Anzoátegui.
Il capoluogo del comune è la città di El Chaparro.